# Alfred Dunlop
Alfred Wallace Dunlop (ur. 12 stycznia 1875 w Christchurch, zm. 7 kwietnia 1933 w Melbourne) – australijski tenisista, zwycięzca Australasian Championships w grze podwójnej, reprezentant w Pucharze Davisa.

## Kariera tenisowa
Startując w Australasian Championships Dunlop w 1908 roku osiągnął finał gry pojedynczej oraz zwycięstwo w grze podwójnej. Finał singlowy przegrał z Fredem Alexandrem, natomiast tytuł deblowy zdobył wspólnie z Alexandrem po pokonaniu w finale Granville’a G. Sharpa i Anthony’ego Wildinga.
W 1905 i 1912 roku reprezentował Australazję w Pucharze Davisa, rozgrywając 4 pojedynki deblowe, z których w 3 zwyciężył. W edycji zawodów z 1912 roku doszedł z reprezentacją do finału, w którym Australazja poniosła porażkę z Wielką Brytanią.

### Finały w turniejach wielkoszlemowych

#### Gra pojedyncza (0–1)
| Końcowy wynik | Nr | Data | Turniej                            | Nawierzchnia | Przeciwnik     | Wynik finału            |
| ------------- | -- | ---- | ---------------------------------- | ------------ | -------------- | ----------------------- |
| Finalista     | 1. | 1908 | Australasian Championships, Sydney | Trawiasta    | Fred Alexander | 6:3, 6:3, 0:6, 2:6, 3:6 |

#### Gra podwójna (1–0)
| Końcowy wynik | Nr | Data | Turniej                            | Nawierzchnia | Partner        | Przeciwnicy                        | Wynik finału  |
| ------------- | -- | ---- | ---------------------------------- | ------------ | -------------- | ---------------------------------- | ------------- |
| Zwycięzca     | 1. | 1908 | Australasian Championships, Sydney | Trawiasta    | Fred Alexander | Granville G. Sharp Anthony Wilding | 6:3, 6:2, 6:1 |